# Sweltsa occidens
Sweltsa occidens är en bäcksländeart som först beskrevs av Theodore Henry Frison 1937.  Sweltsa occidens ingår i släktet Sweltsa och familjen blekbäcksländor. Inga underarter finns listade i Catalogue of Life.